# Christoph Rummel
Christoph Rummel (* 15. Oktober 1881 in Lorsch; † 15. November 1961 in Frankfurt am Main) war ein deutscher Architekt, der vor allem auf dem Gebiet der katholischen Sakralarchitektur hervortrat und überwiegend von Frankfurt am Main aus tätig war.

## Leben
Nach seiner Schulzeit studierte er an der Technischen Hochschule Darmstadt und schloss das Studium als Diplom-Ingenieur ab. Beachtung fand er erstmals 1911/1912 für den gemeinsam seinem Bruder Hans Rummel (1872–1952) ausgearbeiteten Wettbewerbsbeitrag für einen Vorentwurf zur städtebaulichen Gestaltung der Frankfurter Wiesen in Leipzig, der mit einem von mehreren 3. Preisen in Höhe von 5.000 Mark prämiert wurde.
Neben den gemeinsamen Arbeiten mit seinem Bruder von 1921 bis 1935 entwarfen beide den Kriegergedächtnisaltar Christus der Auferstandene als Sieger über den Tod, der durch die Bildhauer Martin Henrich und Johann (Jean) Herber in der Pfarrkirche St. Mauritius in Frankfurt-Schwanheim ausgeführt und am 16. Oktober 1927 geweiht wurde.
Als Einzelwerk wird Christoph Rummel die zwischen 1947 und 1952 entstandene katholische Kirche St. Martin, Rotlintallee 9 in Kelkheim, zugeschrieben.

## Bauten und Entwürfe

### Gemeinsam mit Hans Rummel
→ siehe Artikel Hans Rummel

### In alleiniger Urheberschaft
- 1947–1952: katholische Kirche St. Martin in Kelkheim, Rotlintallee 9